# Португалија на Европском првенству у атлетици на отвореном 1962.
Португалија је учествовала на 7. Европском првенству у атлетици на отвореном 1962. одржаном у Београду од 12. до 16. септембра. Ово је било 6. европско првенство у атлетици на отвореном на којем је Португалија учествовала. Репрезентацију Португалије представљала су три спортиста  који су се такмичили у четири дисциплина.
На овом првенству представници Португалије нису освојили ниједну медаљу али је оборен један национални рекорд.

## Учесници
Мушкарци:
- Manuel de Oliveira — 1.500 м, 5.000 м
- Норберт Хауперт — 3.000 м препреке
- Charles Sowa — Скок удаљ

## Резултати

### Мушкарци
| Атлетичар          | Дисциплина       | Лични рекорд | Квалификације | Квалификације | Полуфинале   | Полуфинале | Финале                | Финале  | Детаљи   |
| Атлетичар          | Дисциплина       | Лични рекорд | Резултат      | Место         | Резултат     | Место      | Резултат              | Место   | Детаљи   |
| ------------------ | ---------------- | ------------ | ------------- | ------------- | ------------ | ---------- | --------------------- | ------- | -------- |
| Manuel de Oliveira | 1.500 м          |              | 3:48,8 НР     | 6. у гр. 1    |              |            | Нису се квалификовали | 16 / 23 | стр 392. |
| Manuel de Oliveira | 5.000 м          |              | 14:16,2       | 7. у гр. 3    | 12 / 26 (27) |            | Нису се квалификовали |         | стр 392. |
| Joaquim Ferreira   | 3.000 м препреке |              | 9:01,8        | 8. у гр. 3    | 24 / 29      |            | Нису се квалификовали |         | стр 392. |
| Педро де Алмеида   | Скок удаљ        |              | 7,23          | 16.           | 16 / 20      | стр 393.   | Нису се квалификовали |         |          |